# Jérôme Meyer
Jérôme Meyer (Lons-le-Saunier, 31 maggio 1979) è un arrampicatore francese.
Pratica l'arrampicata in falesia e il bouldering e ha gareggiato nelle competizioni di boulder.

## Biografia
Figlio di appassionati di montagna ha praticato lo sci e le camminate in montagna fin da piccolo. A dodici anni ha cominciato a frequentare la palestra di arrampicata di Chambéry. Sono seguite le gare dipartimentali, regionali e infine il circuito di Coppa del mondo.
Ha vinto la Coppa del mondo boulder per ben tre volte, nel 2001, 2002, 2003 e 2006.
Ha lasciato le competizioni internazionali nel 2008 dopo il campionato d'Europa e
da allora è dirigente della International Federation of Sport Climbing.

## Palmarès

### Coppa del mondo
|         | 1999 | 2000 | 2001 | 2002 | 2003 | 2004 | 2005 | 2006 | 2007 | 2008 |
| ------- | ---- | ---- | ---- | ---- | ---- | ---- | ---- | ---- | ---- | ---- |
| Boulder | 3    | 7    | 1    | 1    | 1    | 3    | 2    | 1    | 10   | 23   |

### Campionato del mondo
|         | 2001 | 2003 | 2005 |
| ------- | ---- | ---- | ---- |
| Boulder | 3    | 2    | 10   |

## Statistiche

### Podi in Coppa del mondo boulder
| Stagione | 1º | 2º | 3º | Podi totali |
| -------- | -- | -- | -- | ----------- |
| 1999     |    | 1  | 1  | 2           |
| 2000     |    |    | 1  | 1           |
| 2001     | 2  |    | 3  | 5           |
| 2002     | 1  |    |    | 1           |
| 2003     | 3  |    | 2  | 5           |
| 2004     | 1  | 1  |    | 2           |
| 2005     | 1  |    | 1  | 2           |
| 2006     | 3  | 2  | 1  | 6           |
| 2007     |    | 1  |    | 1           |
| 2008     |    |    |    |             |
| Totale   | 11 | 5  | 9  | 25          |